# خاورمیانه بزرگ

تعریف رایج از خاورمیانه
تعریف گروه ۸ از خاورمیانه بزرگ
حوزه‌هایی که گاهی با خاورمیانه (ارتباطات اجتماعی و سیاسی) مرتبط است

خاورمیانه بزرگ، یک اصطلاح سیاسی است که توسط دولت بوش ابداع گردید. خاورمیانه بزرگ گاهی «خاورمیانه جدید» یا «طرح خاورمیانه بزرگ» خوانده می‌شود.